# Ninetjer
Ninetjer (... – 2845 a.C.) è stato un faraone appartenente II dinastia egizia.

## Biografia

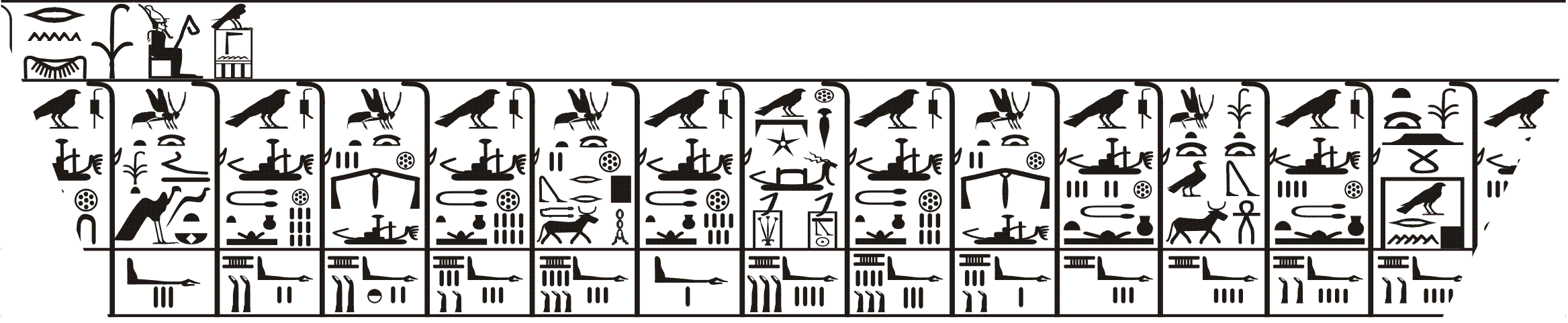
disegno della parte della Pietra di Palermo riguardante Ninetjer

La Pietra di Palermo riporta 15 dei suoi trentotto anni di regno.
- anno x+2: Apparizione (Ispezione) del re nell'Alto Egitto, stesura della corda (definizione del perimetro per la casa Hor-ren)
- anno x+4: Apparizione del re nell'Alto Egitto, apparizione del re nel Basso Egitto, corsa (processione) del toro Api
- anno x+8: Prima volta di Dua-hor-pt (festa?), fondazione di Shem-re, fondazione di Ha
- anno x+10: Apparizione del re nel Basso Egitto, seconda processione del toro Api

Sesto Africano scrive: ...durante il suo regno venne deciso che le donne potessero regnare.. Ciò è probabilmente dovuto alla circostanza che nelle liste reali il successore di Ninetjer è identificato con Uadjnas che è un nome femminile. Tale termine, con tutta probabilità, deriva dall'errata lettura di un segno geroglifico caduto poi in disuso ed interpretato come il fusto di papiro, che appunto ha nome femminile.
La posizione della tomba di Ninetjer non è nota e come altre potrebbe trovarsi coperta dalla via Cerimoniale della piramide di Unis

## Liste Reali
| R7 | E11 | nTr | r · n |

| R7 | E11 | nTr | r · n |

| R7 | E11 | nTr | r · n |

| R7 | E11 | nTr | r · n |

| R7 | E11 | nTr | r · n |

| R7 | E11 | nTr | r · n |

| R7 | E11 | nTr | r · n |

| R7 | E11 | nTr | r · n |

| R7 | G29 | nTr | t&r | w |

| R7 | G29 | nTr | t&r | w |

| R7 | G29 | nTr | t&r | w |

| R7 | G29 | nTr | t&r | w |

| R7 | G29 | nTr | t&r | w |

| R7 | G29 | nTr | t&r | w |

| R7 | G29 | nTr | t&r | w |

| R7 | G29 | nTr | t&r | w |

| HASH | nTr | r · n |

| HASH | nTr | r · n |

| HASH | nTr | r · n |

| HASH | nTr | r · n |

| HASH | nTr | r · n |

| HASH | nTr | r · n |

| HASH | nTr | r · n |

| HASH | nTr | r · n |

## Titolatura
| G5 |

| G5 |

| nTr · n |

| nTr · n |

| nTr · n |

| nTr · n |

| nTr · n |

| nTr · n |

| nTr · n |

| nTr · n |

| G16 |

| G16 |

| nTr · n |

| nTr · n |

| G8 |

| G8 |

| M22 | r · n · S12 |

| M22 | r · n · S12 |

| M23 · X1 | L2 · X1 |

| M23 · X1 | L2 · X1 |

| R7 | E11 | nTr · n |

| R7 | E11 | nTr · n |

| R7 | E11 | nTr · n |

| R7 | E11 | nTr · n |

| R7 | E11 | nTr · n |

| R7 | E11 | nTr · n |

| R7 | E11 | nTr · n |

| R7 | E11 | nTr · n |

| G39 | N5 |

| G39 | N5 |

|                   | \| \| \| non ancora in uso \| \| \| |
|                   |                                     |
| non ancora in uso |                                     |
|                   |                                     |

|                   |
| non ancora in uso |
|                   |

## Altre datazioni
| Autore        | datazione             |
| ------------- | --------------------- |
| Redford       | 2790 a.C. - 2754 a.C. |
| von Beckerath | 2775 a.C.-2742 a.C.   |
| Malek         | 2750 a.C. - 2707 a.C. |